# 熊本市立桜山中学校
熊本市立桜山中学校（くまもとしりつさくらやまちゅうがっこう）は、熊本県熊本市中央区黒髪五丁目にある公立中学校。

## 沿革
- 1948年 - 熊本市立龍南中学校より分離し熊本市立龍南第二中学校として熊本県立済々黌高等学校内に開校。同年、熊本市立桜山中学校に改称。
- 1950年 - 校歌制定。
- 1951年 - 熊本市黒髪町下立田100番地に校舎竣工。
- 1990年 - NHKのテレビ番組、『飛び出せ中学生』に取り上げられる。
- 1991年 - 台風19号によって体育館や校内の樹木に大きな被害が出る。

## 委員会
- 学級委員会
- 生活委員会
- 文化・厚生委員会
- 保健委員会
- 体育委員会
- 給食委員会
- 図書委員会
- 厚生委員会
- 整美委員会

## クラブ活動

### 運動部
- 野球部
- 卓球部 - 1982年に男子が九州大会で優勝。
- バドミントン部 - 1972年の全国大会で3位、1975年から1977年まで3年連続全国大会優勝。1978年全国大会準優勝。1983年全国大会個人ダブルス優勝。

### 文化部
- 吹奏楽部-2017年、熊本県吹奏楽コンクールＢパートにて金賞。
- 放送部 - 1995年、熊本県放送コンクールのテレビ部門で最優秀賞。

## 著名な出身者
- 田中芳樹（小説家）
- 樋口了一（作曲家）
- 古葉 竹識 （元プロ野球選手）（元広島東洋カープ監督）

## 学校周辺
- 熊本大学
- 熊本県立済々黌高等学校
- 九州ルーテル学院
- 熊本市立黒髪小学校